# Phaeocedus
Phaeocedus là một chi nhện trong họ Gnaphosidae.